# Bejuma (Venezuela)
Bejuma é uma cidade venezuelana, capital do município de Bejuma.